# بلدية أولاين
بلدية أولاين هي بلدية في لاتفيا، تتبع Vidzeme ‏، بلغ عدد سكانها 19٬487  نسمة، في 2017، عاصمتها أولاين ‏.

## الموقع
تشترك في الحدود مع:
- ريغا
- بلدية أوزولنيكي
- بلدية جيلغافا
- بلدية ببيت
- بلدية إيكافا
- بلدية كيكافا
- بلدية بالدون
- بلدية ماروب.

## التقسيمات الإدارية
- أولاين  [لغات أخرى]‏
- Olaine Parish [الإنجليزية]‏.